# Supèrbia

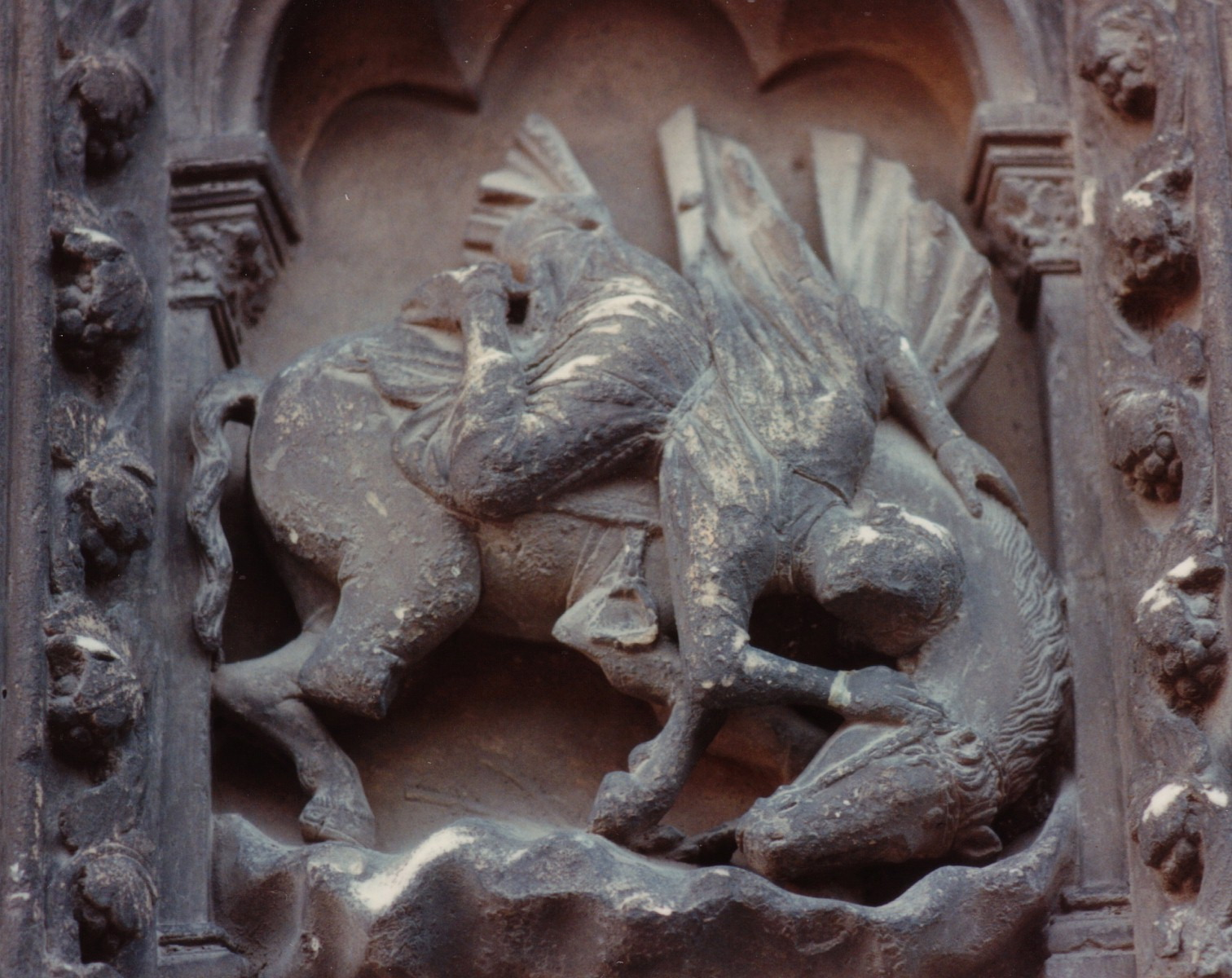
Representació de la supèrbia a la catedral de Chartres

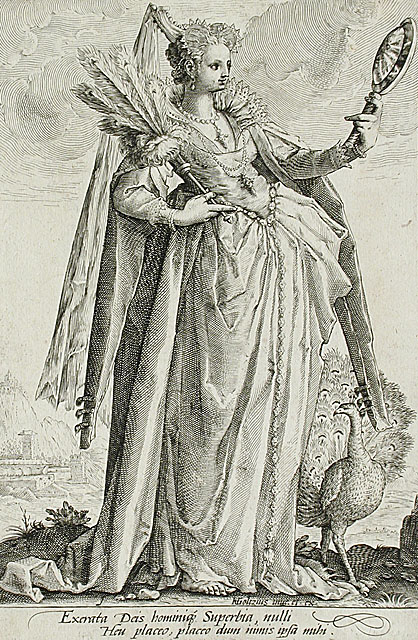
La supèrbia, en un gravat de Jacob Matham.

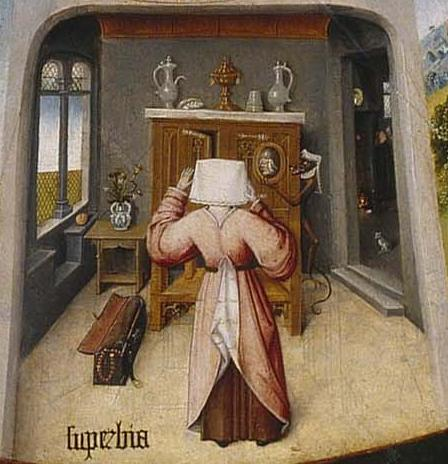
Supèrbia, és una de les seccions de la Taula dels pecats capitals de Hieronymus Bosch. S'hi representa una dona en un interior amb objectes d'ús quotidià. Es mira en un mirall que hi ha en un armari, sostingut per un dimoni. A un costat, es veu una altra estança amb figures.

La supèrbia (del llatí superbia) és un sentiment de superioritat d'un mateix per sobre dels altres. La persona superba es creu millor que els altres, menysprea els que l'envolten. A diferència de l'orgull, que té connotacions positives o negatives, la supèrbia és sempre una falta, i fins i tot un pecat en termes religiosos.
Entre els grecs hi havia un tipus especial de supèrbia, la hibris blasfema, que intentava igualar els humans als déus. Dante el considerava el pitjor pecat de tots, ja que és el que va portar Llucifer a intentar igualar-se a Déu i per això va caure a l'infern. A més, la supèrbia porta l'ésser humà a no tenir caritat ni amor al proïsme, el manament més important del cristianisme.